# Plectopsebium
Plectopsebium is een kevergeslacht uit de familie van de boktorren (Cerambycidae). De wetenschappelijke naam van het geslacht werd voor het eerst geldig gepubliceerd in 1915 door Boppe.

## Soorten
Plectopsebium omvat de volgende soorten:
- Plectopsebium abdominale (Schwarzer, 1923)
- Plectopsebium bellamyi Adlbauer, 2000
- Plectopsebium decellei Quentin & Villiers, 1978
- Plectopsebium sibutense Boppe, 1915